# Bittacus flavidus
Bittacus flavidus är en näbbsländeart som beskrevs av Huang och Hua 2005. Bittacus flavidus ingår i släktet Bittacus och familjen styltsländor. Inga underarter finns listade i Catalogue of Life.